# Acanthixalus
Az Acanthixalus  a kétéltűek (Amphibia) osztályába, a békák (Anura) rendjébe és a mászóbékafélék (Hyperoliidae) családjába tartozó nem.

## Rendszerezésük
A nemet Raymond Laurent belga herpetológus írta le 1944-ben, az alábbi 2 faj tartozik ide:
- Acanthixalus sonjae Rödel, Kosuch, Veith & Ernst, 2003
- Acanthixalus spinosus (Buchholz & Peters, 1875)

## Előfordulásuk
A Kongói Demokratikus Köztársaság, Elefántcsontpart, Kamerun és Nigéria területén honosak. Természetes élőhelyeik a szubtrópusi vagy trópusi esőerdők.